# Лекіф

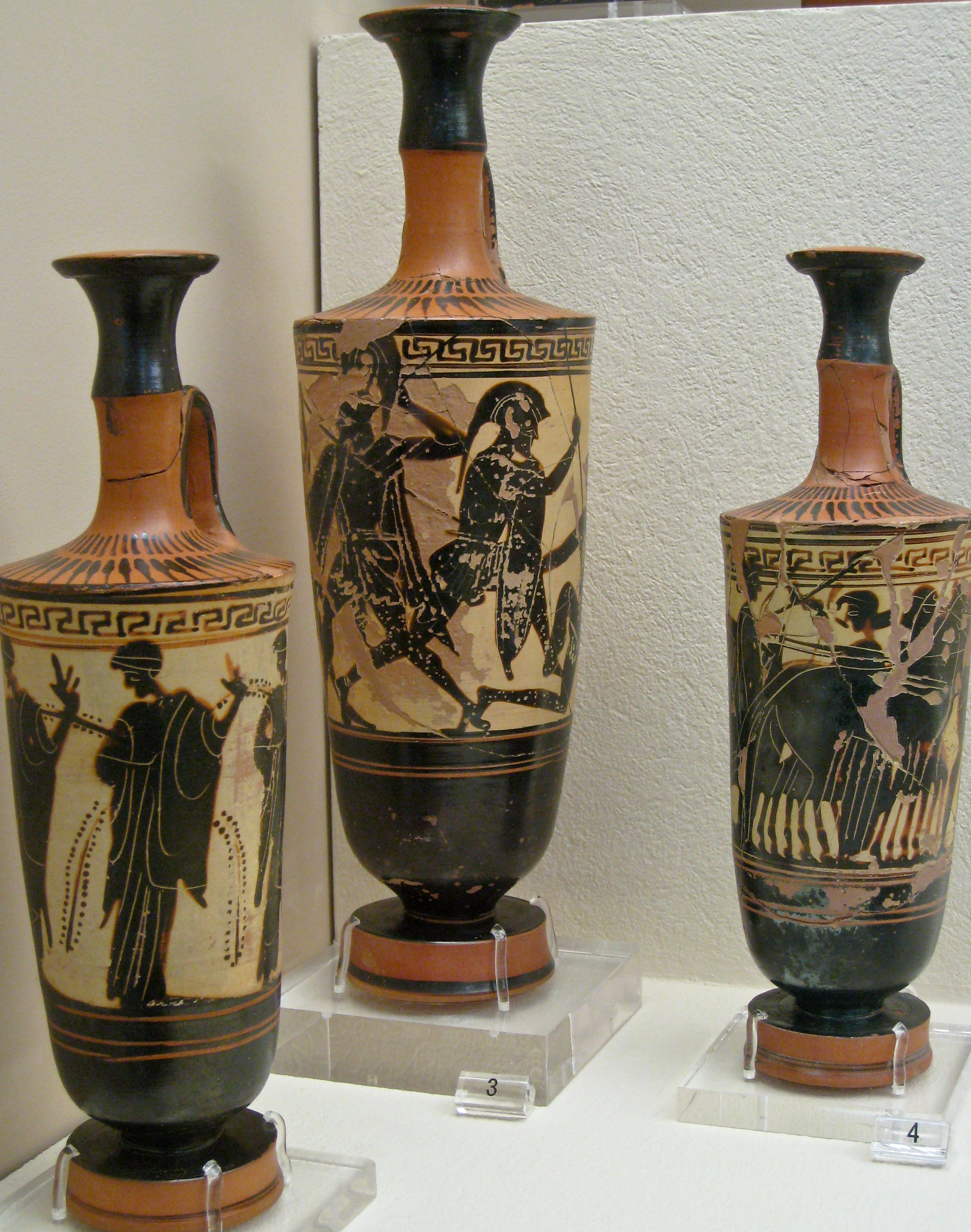
Лекіфи, музей Керамікос, Афіни

Лекіф (грец. λήκυθος) — давньогрецька посудина для зберігання оливкової олії, також використовувалася як поховальний дар в V столітті до н. е. Характерними рисами лекіфа є вузьке горло і невелика ніжка.
Лекіфи часто прикрашалися розписами різними фарбами по білому фону. Якщо лутрофори у весільних і поховальних обрядах символізували неодружену жінку, то лекіф співвідносився із неодруженим чоловіком. Лекіфи також зображувалися рельєфами або скульптурно в місцях поховання як художні елементи надгробків, зокрема на кладовищі Керамікос в Афінах.